# Up the River
Up the River è un film drammatico commedia statunitense del 1930 diretto da John Ford.

## Trama
Due carcerati, pur avendo la possibilità di evadere, rimangono in prigione. Saint Louis e Dannemora Dan fanno nel frattempo amicizia con Steve Jordan, che è innamorato della detenuta Judy. Rilasciato, Steve promette a Judy di aspettarla fino al momento della sua scarcerazione.